# Lukáš Klein
Lukáš Klein (ur. 22 marca 1998 w Nowej Wsi Spiskiej) – słowacki tenisista.

## Kariera tenisowa
W karierze zwyciężył w dwóch singlowych i jednym deblowym turnieju cyklu ATP Challenger Tour. Ponadto wygrał sześć singlowych oraz cztery deblowe turnieje rangi ITF.
W 2016 roku, startując w parze z Patrikiem Riklem dotarł do finału juniorskiego turnieju Australian Open w grze podwójnej. W decydującym meczu czeska para przegrała z deblem Alex de Minaur–Blake Ellis 6:3, 5:7, 10–12.
W 2021 roku wziął udział igrzyskach olimpijskich w Tokio. W turnieju gry pojedynczej odpadł w pierwszej rundzie, po porażce z Jamesem Duckworthem. Wystąpił również w turnieju deblowym, w którym, startując w parze z Filipem Poláškiem, dotarł do drugiej rundy.
W 2022 roku, podczas Wimbledonu, zadebiutował w wielkoszlemowym turnieju głównym w grze pojedynczej. Po wygraniu trzech meczów w kwalifikacjach, odpadł w pierwszej rundzie turnieju po porażce z Liamem Broadym.
W rankingu gry pojedynczej najwyżej był na 136. miejscu (28 listopada 2022), a w klasyfikacji gry podwójnej na 240. pozycji (5 kwietnia 2021).

### Zwycięstwa w turniejach ATP Challenger Tour

#### Gra pojedyncza
| Końcowy wynik | Nr | Data                | Turniej   | Nawierzchnia | Przeciwnik  | Wynik finału |
| ------------- | -- | ------------------- | --------- | ------------ | ----------- | ------------ |
| Zwycięzca     | 1. | 29 maja 2022        | Troisdorf | Ceglana      | Zizou Bergs | 6:2, 6:4     |
| Zwycięzca     | 2. | 9 października 2022 | Alicante  | Twarda       | Nick Hardt  | 6:3, 6:4     |

#### Gra podwójna
| Końcowy wynik | Nr | Data           | Turniej             | Nawierzchnia  | Partner     | Przeciwnicy                   | Wynik finału   |
| ------------- | -- | -------------- | ------------------- | ------------- | ----------- | ----------------------------- | -------------- |
| Zwycięzca     | 1. | 13 lutego 2021 | Cherbourg-Octeville | Twarda (hala) | Alex Molčan | Antoine Hoang Albano Olivetti | 1:6, 7:5, 10–6 |

### Finały juniorskich turniejów wielkoszlemowych

#### Gra podwójna (0–1)
| Końcowy wynik | Nr | Data             | Turniej                    | Nawierzchnia | Partner     | Przeciwnicy                | Wynik finału    |
| ------------- | -- | ---------------- | -------------------------- | ------------ | ----------- | -------------------------- | --------------- |
| Finalista     | 1. | 30 stycznia 2016 | Australian Open, Melbourne | Twarda       | Patrik Rikl | Alex de Minaur Blake Ellis | 6:3, 5:7, 10–12 |